# استان ها نام
استان‌ها نام (به لاتین: Hà Nam Province) یک استان در ویتنام است که در منطقه دلتا رود قرمز واقع شده‌است.

## خصوصیات
استان‌ها نام ۸۵۲٫۲ کیلومترمربع مساحت و ۸۲۰٬۱۰۰ نفر جمعیت دارد.